# 페테르 마센 (축구인)
페테르 마센(덴마크어: Peter Madsen, 1978년 4월 25일 ~ )는 덴마크의 축구 선수였다. 덴마크 국가대표팀에서 13 경기를 뛰어 3 골을 기록했으며 2002년 FIFA 월드컵과 2004년 유럽 선수권 대회에서 덴마크 국가대표팀으로 출전하였다.
2020년 3월, 코로나바이러스감염증-19에 감염된 것으로 확인되었다. 암스테르담의 생일 파티에 동료 크리스티안 포울센과 토마스 칼렌베르와 함께 참석했다. 그는 토마스 칼렌베르가 양성으로 판정된 후에 진단을 받았다. 마센은 약간의 두통만 있었으며, 자가격리되었다.